# Wydział Elektrotechniki i Informatyki Uniwersytetu Technicznego w Koszycach
Wydział Elektrotechniki i Informatyki Politechniki Koszyckiej został założony 21 lipca 1969 roku przez prof. Františka Poliaka, który był również pierwszym dziekanem tego wydziału (w latach 1969–1972). Obecnie (2012) dziekanem Wydziału jest prof. Liberios Vokorokos.

## Katedry Wydziału[3]
- Katedra komputerów i informatyki
- Katedra cybernetyki i sztucznej inteligencji
- Katedra elektrotechniki i mechatroniki
- Katedra technologii w elektronice
- Katedra matematyki i informatyki teoretycznej
- Katedra fizyki
- Katedra elektroenergetyki
- Katedra elektroniki i multimedialnej komunikacji
- Katedra elektrotechniki teoretycznej i pomiarów elektronicznych